# Khaled Bahah
Khaled Bahah (arabe : خالد بحاح), né le 1er janvier 1965, est un homme d'État yéménite, Premier ministre de 2014 à 2016 et vice-président de la république du Yémen de 2015 à 2016.

## Biographie
Bahah a reçu son baccalauréat en commerce et MCom (1992) de l'université Savitribai-Phule de Pune en Inde.
Il a été ministre du Pétrole et des Mines de 2006 à 2008,,, puis de nouveau de mars à juin 2014. En juin 2014, il devient envoyé spécial à l'ONU pour le Yémen.
Le 13 octobre 2014, il est désigné par le président Abdrabbo Mansour Hadi pour former un gouvernement,. Le 7 novembre 2014, il forme son gouvernement et est investi le 9. Le 18 décembre 2014, son gouvernement obtient la confiance de la Chambre des députés,.
Le 22 janvier 2015, il présente sa démission, déclarant ne pas vouloir être responsable « de ce qu'il se passe et ce qu'il se passera ». Sa démission est rejetée par le Parlement.
Le 16 mars 2015, son assignation à résidence est levée par les Houthis. Il refuse de revenir sur sa démission et part pour le Hadramaout. Le 4 avril 2015, il rencontre le président Abdrabbo Mansour Hadi à Riyad, puis le 12 avril, celui-ci le nomme vice-président, tout en le reconduisant à son poste de Premier ministre. Il est investi le 13 du même mois à l'ambassade du Yémen en Arabie saoudite après avoir prêté serment. Il est alors considéré comme un homme de consensus, acceptable par les acteurs de la crise. Le 16 avril 2015, il appelle les Forces armées à défendre le « gouvernement légitime ». Le 1er août 2015, il part pour Aden. Le 15 novembre 2015, il annonce la réinstallation du gouvernement à Aden, après son départ en exil à Riyad à la suite des attentats d'octobre à Aden.
Le 30 novembre 2015, il participe à la COP21,.
Le 25 janvier 2016, son gouvernement retourne définitivement à Aden.
Il est limogé le 3 avril 2016 par le président Abdrabbo Mansour Hadi, qui le nomme par la suite au poste de conseiller à la Présidence. Le 5 avril 2016, il dénonce un « coup d'État » et appelle à contester son éviction,. Ahmed ben Dagher lui succède au poste de Premier ministre tandis qu'Ali Mohsen al-Ahmar devient vice-président de la république du Yémen. Hadi affirmera par la suite qu'il n'étais pas à l'origine de sa désignation en octobre 2014.
Il retourne à Aden en 2022 après la démission de Hadi.

## Vie privée
Il est marié à Rima et a un fils.